# Launay
 Launay  es una comuna y población de Francia, en la región de Alta Normandía, departamento de Eure, en el distrito de Bernay y cantón de Beaumont-le-Roger.
Su población en el censo de 1999 era de 216 habitantes.
Está integrada en la Communauté de communes de Risle-Charentonne .